# Ceylonosticta lankanensis
Ceylonosticta lankanensis (synoniemen: Drepanosticta sinhalensis en Drepanosticta starmuehlneri) is een libellensoort uit de familie van de Platystictidae, onderorde juffers (Zygoptera). Een oude naam voor dezelfde soort is Drepanosticta lankanensis.
De wetenschappelijke naam van de soort is voor het eerst geldig gepubliceerd in 1931 door Fraser.